# 碎米花
碎米花（学名：Rhododendron spiciferum）为杜鹃花科杜鹃花属下的一个种。

## 扩展阅读
- 維基物種上的相關：碎米花